# Stopping – Wie man die Welt anhält
Stopping – Wie man die Welt anhält ist ein deutscher Dokumentarfilm von Bernhard Koch. Der Film hatte seine Uraufführung am 19. Februar 2015 in Rottenburg am Neckar. Der Kinostart war am 26. Februar 2015.

## Inhalt
Der Dokumentarfilm beschreibt Meditation als Lösungsansatz, dem immer hektischeren und stressvolleren Alltag besser zu begegnen und mit seinen Herausforderungen gelöster umzugehen. Dabei werden vier Protagonisten begleitet, die verschiedene Meditationsstile ausprobieren: Friedrich, Anästhesist aus Berlin fährt ins Buddhahaus im Allgäu zu einem Vipassana-Retreat. Nico, Theologe aus Berlin fährt auf ein Zen-Retreat in der Nähe von Lübeck. Dorothea, Lektorin in London absolviert einen MBSR-Kurs. Uta, dreifache Mutter, besucht einen Wochenendkurs in anthroposophischer Meditation.
Nach Angaben der Macher ist der Film mit über 25.000 Zuschauern einer der erfolgreichsten Dokumentarfilme der letzten Jahre.

## Kritik
Die Internetpräsenz "Yoga-aktuell" lobt den Film: „Ein wunderbarer, inspirierender Film über verschiedene Formen der Meditation, Hindernisse auf dem Weg und die Früchte der Praxis.“
Die Fachzeitschrift Psychologie Heute meint: „STOPPING zeigt in einer sehr packenden Dokumentation, wie Meditation funktioniert.“
Der Branchendienst Cinetastic empfiehlt den Film seinen Stressgeplagten Zuschauern.
Der Filmdienst urteilt, im Film kommen neben den Protagonisten auch deren Lehrer sowie prominente Meister der Kontemplation zu Wort, wobei der Film die vielbeschworene Konzentration aufs Wesentliche selbst nicht beherzigt.